# Natació sincronitzada al Campionat del Món de natació de 2001 – Rutina de solo
La prova de rutina de solo de natació sincronitzada del Campionat del Món de natació de 2001 es va celebrar el 16 (preliminar tècnica), 17 (preliminar lliure) i 19 de juliol (final lliure) al Marine Messe del Centre de Convencions de la ciutat de Fukuoka (Japó).
El pòdium va molt similar al de la anterior edició. Olga Brusnikina va remplaçar la seva compatriota Olga Sedakova en el primer lloc, mentre que Virginie Dedieu i Miya Tachibana van repetir la medalla de plata i bronze, respectivament. Ambdues nedadores van igualar a la també japonesa Yasuko Unezaki, qui va ser la primera en guanyar dues medalles en proves de solo del Campionat del Món. Per la seva banda, Gemma Mengual va finalitzar en una sisena plaça que representava la millor actuació d'una nedadora sincronitzada espanyola en una competició de caràcter universal.

## Resultats

### Preliminar
| Posició | Nedadores               | CON             | Preliminar tècnica (35%) | Preliminar tècnica (35%) | Preliminar lliure (65%) | Preliminar lliure (65%) | Total  |
| Posició | Nedadores               | CON             | Punts                    | Posició                  | Punts                   | Posició                 | Punts  |
| ------- | ----------------------- | --------------- | ------------------------ | ------------------------ | ----------------------- | ----------------------- | ------ |
| 1       | Olga Brusnikina         | Rússia          | 99.000                   | 1                        | 99.267                  | 1                       | 99.174 |
| 2       | Virginie Dedieu         | França          | 97.333                   | 3                        | 98.267                  | 2                       | 97.941 |
| 3       | Miya Tachibana          | Japó            | 98.000                   | 2                        | 97.600                  | 3                       | 97.740 |
| 4       | Anna Kozlova            | Estats Units    | 96.067                   | 4                        | 96.600                  | 4                       | 96.413 |
| 5       | Claire Carver-Dias      | Canadà          | 95.400                   | 5                        | 95.133                  | 6                       | 95.226 |
| 6       | Gemma Mengual           | Espanya         | 94.167                   | 6                        | 95.600                  | 5                       | 95.098 |
| 7       | Li Yuanyuan             | R.P. de la Xina | 93.533                   | 7                        | 93.200                  | 7                       | 93.317 |
| 8       | Giada Ballan            | Itàlia          | 93.000                   | 9                        | 93.067                  | 8                       | 93.044 |
| 9       | Christina Thalassinidou | Grècia          | 93.133                   | 8                        | 92.733                  | 9                       | 92.873 |
| 10      | Jang Yoon-Kyeong        | Corea del Sud   | 91.867                   | 10                       | 91.867                  | 10                      | 91.867 |
| 11      | Daria Xemiàkina         | Ucraïna         | 90.667                   | 11                       | 90.200                  | 11                      | 90.363 |
| 12      | Belinda Schmid          | Suïssa          | 87.400                   | 14                       | 88.467                  | 12                      | 88.094 |
| 13      | Fernanda Monteiro       | Brasil          | 87.600                   | 13                       | 88.200                  | 13                      | 87.900 |
| 14      | Sona Bernardova         | Txèquia         | 87.600                   | 12                       | 87.400                  | 14                      | 87.470 |
| 15      | Anastasia Gloushkov     | Israel          | 88.667                   | 16                       | 87.333                  | 15                      | 87.099 |
| 16      | Kénia Pérez             | Cuba            | 87.000                   | 15                       | 85.133                  | 17                      | 85.786 |
| 17      | Sylvia Donker           | Països Baixos   | 84.467                   | 18                       | 86.067                  | 16                      | 85.507 |
| 18      | Naomi Young             | Austràlia       | 85.067                   | 17                       | 84.800                  | 18                      | 84.893 |
| 19      | Kristsina Nadzejdzina   | Belarús         | 82.233                   | 20                       | 83.000                  | 19                      | 82.732 |
| 20      | Veronika Feriancova     | Eslovàquia      | 84.000                   | 19                       | 81.533                  | 22                      | 82.396 |
| 21      | Galina Georgieva        | Bulgària        | 81.867                   | 22                       | 82.400                  | 20                      | 82.213 |
| 22      | Dalia Allam             | Egipte          | 81.933                   | 21                       | 81.400                  | 23                      | 81.587 |
| 23      | Cornelia Libal          | Alemanya        | 80.933                   | 23                       | 81.667                  | 21                      | 81.411 |
| 24      | Ainur Kerey             | Kazakhstan      | 78.867                   | 24                       | 80.267                  | 24                      | 79.777 |
| 25      | Judi-Ann van Niekerk    | Sud-àfrica      | 73.467                   | 26                       | 73.933                  | 25                      | 73.769 |
| 26      | Suzanna Ghazali-Bujang  | Malàisia        | 72.800                   | 27                       | 72.400                  | 26                      | 72.540 |
| 27      | Nadighela Gomez         | Costa Rica      | 73.867                   | 25                       | 71.467                  | 27                      | 72.307 |
| 28      | Nhu Thuy Duong Nguyen   | Vietnam         | 65.567                   | 30                       | 65.267                  | 28                      | 65.022 |
| 29      | Shelvy Melowa           | Indonèsia       | 65.233                   | 29                       | 64.200                  | 29                      | 64.562 |
| 30      | Chiang Chiao Moe        | Xina Taipei     | 67.900                   | 28                       | 62.467                  | 30                      | 64.369 |

### Final
| Posició | Nedadores               | CON             | Preliminar tècnica (35%) | Preliminar tècnica (35%) | Final lliure (65%) | Final lliure (65%) | Total  |
| Posició | Nedadores               | CON             | Punts                    | Posició                  | Punts              | Posició            | Punts  |
| ------- | ----------------------- | --------------- | ------------------------ | ------------------------ | ------------------ | ------------------ | ------ |
| 1       | Olga Brusnikina         | Rússia          | 99.000                   | 1                        | 99.667             | 1                  | 99.434 |
| 2       | Virginie Dedieu         | França          | 97.333                   | 3                        | 98.800             | 2                  | 98.287 |
| 3       | Miya Tachibana          | Japó            | 98.000                   | 2                        | 97.800             | 3                  | 97.870 |
| 4       | Anna Kozlova            | Estats Units    | 96.067                   | 4                        | 96.800             | 4                  | 96.543 |
| 5       | Claire Carver-Dias      | Canadà          | 95.400                   | 5                        | 95.267             | 6                  | 95.314 |
| 6       | Gemma Mengual           | Espanya         | 94.167                   | 6                        | 95.667             | 5                  | 95.142 |
| 7       | Li Yuanyuan             | R.P. de la Xina | 93.533                   | 7                        | 94.000             | 7                  | 93.837 |
| 8       | Giada Ballan            | Itàlia          | 93.000                   | 9                        | 93.067             | 8                  | 93.044 |
| 9       | Christina Thalassinidou | Grècia          | 93.133                   | 8                        | 92.067             | 9                  | 92.441 |
| 10      | Jang Yoon-Kyeong        | Corea del Sud   | 91.867                   | 10                       | 91.133             | 10                 | 91.389 |
| 11      | Daria Xemiàkina         | Ucraïna         | 90.667                   | 11                       | 89.667             | 11                 | 90.017 |
| 12      | Belinda Schmid          | Suïssa          | 87.400                   | 12                       | 88.267             | 12                 | 87.964 |